# Tama-nui-te-rā
Pour les articles homonymes, voir Tama.
Dans la mythologie maori, Tama-nui-te-rā est la personnification du soleil.

## Étymologie
Dans la langue Maori, Tama-Nui-Te-Rā signifie "Grand fils du soleil". Le mot maori pour "soleil" ou "jour" est rā dérivé du Proto-polynésien *Laqaa. 

## Famille
Dans certaines légendes, Tama-nui-te-rā  est le fils d'Ārohirohi, la déesse des mirages. 
Dans d'autres légendes, Tama-nui-te-rā a deux épouses: la fille de l'été, Hine-raumati, et la fille de l'hiver, Hine-takurua. Le fils de Tama-nui-te-rā et Hine-raumati, Tane-rore, est l'inventeur de la danse haka.
Un autre fils de Tama-nui-te-rā  est Auahitūroa, dieu des comètes et des incendies.

## Mythes
Māui trouva que les jours étaient trop courts, et attrapa le soleil avec un collet pour le faire voyager moins vite. 